# Alan Purves
Alan „Gunga“ Purves (* 12. September 1952 in Edinburgh) ist ein britischer Schlagzeuger und Perkussionist, der in Amsterdam lebt.

## Leben und Wirken
Purves fing, beeindruckt durch Gene Krupa, mit 18 Jahren als Autodidakt mit dem Schlagzeugspiel an. Mit  Jango Edwards kam er 1975 in die Niederlande, wo er sich intensiv mit selbstgebauten Instrumente beschäftigte. Er spielte für die Great Salt Lake Mime Troupe und in Jazz- und Rockbands sowie in Franky Douglas’ Sun Child und im Duo mit Ernst Reijseger. 1982 erschien ihr gemeinsames Album Cellotape & Scotchtape. In den nächsten Jahren gehörte zu verschiedenen Bands von Han Buhrs und von Sean Bergin, mit denen er auch aufnahm. In den 1990er Jahren trat er mit Peggy Larson auf, spielte aber auch in der Sun-Ra-Tributband Astronotes von Joost Buis und in den Gruppen von Rajesh Mehta, Tristan Honsinger und Jodi Gilbert. 1999 interpretierte er Werke von John Zorn auf einem Festival in Den Bosch.
Purves spielte weiterhin im Duo mit dem Baritonsaxophonisten Ad Peijnenburg und mit Cor Fuhler. Mit Joost Buis und Wilbert de Joode bildete er das Trio Snap, Crackle & Pop. In den nächsten Jahren spielte er auch mit Palickx, mit Andy Bruce & The Rigidly Righteous sowie mit Corrie van Binsbergen und trat 2011 auch im Duo mit Valentin Clastrier auf. Mit Reijseger spielte er dessen Filmmusik für Werner Herzogs Ein fürsorglicher Sohn (2009) ein; auch ist er an Stefan Winters „improvisierter Oper“ Der Kastanienbaum (2005) beteiligt. Mit dem Flötisten Mark Alban Lotz arbeitet er seit 2000 im Global Village Orchestra und seit 2003 in Lotz of Music. Er arbeitete auch mit Kâmil Erdem in dessen Quartett.

## Diskographische Hinweise
- Ernst Reijseger / Alan Gunga Purves TA (1987, ed. 2001)
- Ernst Reijseger / Tenore e Cuncordu de Orosei Colla Voche (Winter & Winter, 1999)
- O Amor Natural (2000)
- All by Myshelf (2005)[1]
- Paul Dunmall, Rozemarie Heggen, Alan Purves: High Birds Vol. 1 (2007)
- Hide + Squeak (Brokken 2017)
- Mark Lotz & Alan Purves: Food Foragers (Unit Records 2018)